# Ya tiene comisario el pueblo (película de 1967)
Ya tiene comisario el pueblo es una película argentina del género cómico, estrenada el 13 de julio de 1967 y dirigida por Enrique Carreras según guion de Augusto Roa Bastos sobre la obra teatral homónima de Claudio Martínez Paiva y protagonizada por Niní Marshall. Cuenta con la participación del cantante y guitarrista Jorge Cafrune. Hay una versión anterior que dirigieron Martínez Paiva y Eduardo Morera en 1936.

## Sinopsis
Un comisario corrupto (Ubaldo Martínez) convierte a su pueblo chico en un infierno grande. La figura de "El negro" (Jorge Cafrune) como el Robin Hood criollo dejará al descubierto las redes ilegales establecidas por el comisario y sus secuaces. Mientras que la mujer del comisario doña Sofocación (Nini Marshall) será la encargada de la justicia y el equilibrio en estos rincones perdidos de la patria, allá por el siglo XIX.

## Reparto
- Niní Marshall (Doña Sofocación)
- Ubaldo Martínez (Lorenzo Paniagua)
- Rafael Carret (Benites)
- Luis Tasca (el cura)
- Mariángeles (Rosaura)
- Juan Carlos Palma (Inspector Díaz Romero)
- Tristán (Tortolero)
- Nathán Pinzón(cuatrero)
- Ramona Galarza (Pastora)
- Mario Lozano (Ramón Lucero)
- Alfonso Pícaro (preso/policía)
- Atilio Pozzobón
- Dora Ferreiro (mamá de Rosaura)
- Osvaldo Canónico
- Hernán Figueroa Reyes (Gumersindo)
- Los Arribeños(cantores del pueblo)
- Jorge Cafrune (Justiciero)
- Virginia Ameztoy (Novia de Gumersindo)
- Estela Vidal(mamá de la paisana en apuros)
- Arturo Arcari
- Alfonso Pisano